# J&T Banka Ostrava Open 2021
Il J&T Banka Ostrava Open 2021 è un torneo di tennis facente parte della categoria WTA 500 nell'ambito del WTA Tour 2021. È la 2ª edizione del torneo giocato su campi in cemento indoor. Il torneo si gioca all'Ostravar Aréna di Ostrava in Repubblica Ceca dal 20 al 26 settembre 2021.

## Partecipanti al singolare

### Teste di serie
| Nazionalità | Giocatrice               | Ranking* | Testa di serie |
| ----------- | ------------------------ | -------- | -------------- |
| Polonia     | Iga Świątek              | 8        | 1              |
| Rep. Ceca   | Petra Kvitová            | 10       | 2              |
| Svizzera    | Belinda Bencic           | 12       | 3              |
| Grecia      | Maria Sakkarī            | 13       | 4              |
| Russia      | Anastasija Pavljučenkova | 14       | 5              |
| Germania    | Angelique Kerber         | 15       | 6              |
| Kazakistan  | Elena Rybakina           | 17       | 7              |
| Rep. Ceca   | Karolína Muchová         | 22       | 8              |
| Spagna      | Paula Badosa             | 27       | 9              |

* Ranking al 13 settembre 2021.

### Altre partecipanti
Le seguenti giocatrici hanno ricevuto una wild card per il tabellone principale:
- Caroline Garcia
- Tereza Martincová
- Jeļena Ostapenko
- Kateřina Siniaková

Le seguenti giocatrici sono passate dalle qualificazioni:

- Océane Dodin
- Fiona Ferro
- Ana Konjuh
- Magda Linette
- Anastasija Potapova
- Anastasija Zacharova

Le seguenti giocatrici sono entrate in tabellone come lucky loser:
- Anna Blinkova
- Varvara Gračëva

### Ritiri
Prima del torneo
- Barbora Krejčíková → sostituita da  Zhang Shuai
- Elise Mertens → sostituita da  Varvara Gračëva
- Petra Martić → sostituita da  Sara Sorribes Tormo
- Karolína Muchová → sostituita da  Anna Blinkova
- Karolína Plíšková → sostituita da  Jil Teichmann
- Elina Svitolina → sostituita da  Sorana Cîrstea

## Partecipanti al doppio

### Teste di serie
| Nazione     | Giocatore         | Nazione       | Giovatore       | Ranking* | Testa di serie |
| ----------- | ----------------- | ------------- | --------------- | -------- | -------------- |
| Polonia     | Magda Linette     | Stati Uniti   | Bernarda Pera   | 115      | 1              |
| India       | Sania Mirza       | Cina          | Zhang Shuai     | 129      | 2              |
| Stati Uniti | Kaitlyn Christian | Nuova Zelanda | Erin Routliffe  | 134      | 3              |
| Giappone    | Eri Hozumi        | Giappone      | Makoto Ninomiya | 142      | 4              |

* Ranking aggiornato al 13 settembre 2021.

### Ritiri
Prima del torneo
- Natela Dzalamidze /  Kamilla Rachimova → sostituite da  Natela Dzalamidze /  Jana Sizikova

## Campionesse

### Singolare
Anett Kontaveit ha sconfitto in finale  Maria Sakkarī con il punteggio di 6-2, 7-5.

### Doppio
Sania Mirza /  Zhang Shuai hanno sconfitto in finale  Kaitlyn Christian /  Erin Routliffe con il punteggio di 6-3, 6-2.